# Bijbelpapier

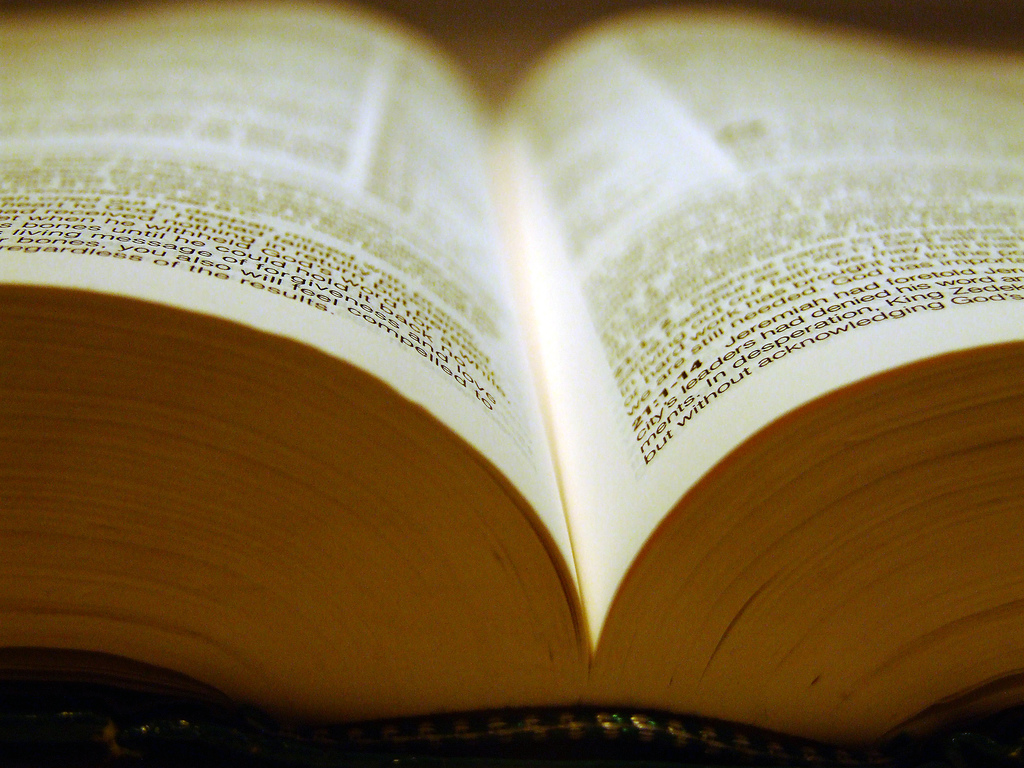
Veel pagina's

Bijbelpapier is een dun, houtvrij papier zonder coatinglaag dat gebruikt wordt om boeken met veel pagina's, zoals de Bijbel, te drukken. Het is dun en opaak, maar ook relatief sterk, en het varieert van 25 tot 50 gram per vierkante meter. Vaak worden er voor de sterkte katoenen of linnen vezels aan toegevoegd. Voor het bedrukken van bijbelpapier worden speciale machines gebruikt, omdat het dunne papier anders doordrukken van de inkt naar de achterzijde van het papier kan laten zien. Het is met het dunne bijbelpapier mogelijk boeken met veel pagina's te drukken, zonder dat ze dik en zwaar worden.
Bijbelpapier wordt niet alleen voor bijbels gebruikt, maar ook voor encyclopedieën, woordenboeken en allerhande andere naslagwerken en anthologieën. Het papier werd voor het eerst gebruikt op het einde van de 19e eeuw.